# 諾德韋鎮區 (密蘇里州安德魯縣)
諾德韋鎮區（英語：Nodaway Township）是位於美國密蘇里州安德魯縣的一個行政鎮區。

## 地方資料
諾德韋鎮區的面積為102.08平方千米，當中陸地面積為101.04平方千米，而水域面積為1.04平方千米。根據2020年美國人口普查的數據，當地共有人口6384人，而人口密度為每平方千米62.54人。